# Хоккей с шайбой на зимних Олимпийских играх 2018 (женщины)
Женский хоккейный турнир на зимних Олимпийских играх 2018 года прошёл с 10 по 22 февраля в Пхёнчхане, Республика Корея. Матчи турнира проходили в хоккейном центре Каннын и на Спортивной арене университета Квандон. В соревновании приняли участие 5 лучших команд согласно рейтингу ИИХФ-2016, составленному после чемпионата мира 2016, страна-хозяйка, представленная объединённой командой Кореи, составленная из игроков сборных Республики Корея и КНДР и 2 команды, победившие в своих группах в финальном этапе квалификации. Распределение сборных по группам на турнире и в квалификации зависело от этого рейтинга.

## Медалисты
| Золото | Серебро | Бронза |
| США Ли Стеклин · Кейла Барнс · Меган Келлер · Кали Флэнаган · Моник Ламурё-Морандо · Эмели Пфальцер · Меган Дагган · Хейли Скарупа · Келли Паннек · Брайанна Декер · Джослин Ламуре-Дэвидсон · Жизель Марвин · Ханна Брандт · Хилари Найт · Кейси Беллами · Сидни Морен · Дэни Кемиранеси · Кендалл Койн · Аманда Кессель · Николь Хенсли · Алекс Ригсби · Мэдди Руни · Аманда Пелки | Канада Шэннон Сабадош · Меган Агоста · Жоселин Ларок · Бриджетт Лакетт · Лорин Ружо · Ребекка Джонстон · Лора Стейси · Лаура Фортино · Дженнифер Уэйкфилд · Джиллиан Солньер · Меган Миккелсон · Рината Фэст · Мелоди Дауст · Бейли Брам · Брианн Дженнер · Сара Нерс · Хейли Ирвин · Натали Спунер · Эмили Кларк · Мари-Филип Пулен · Женевьев Лакасс · Анн-Рене Десбин · Блейр Тернбулл | Финляндия Санни Хакала · Йенни Хийрикоски · Венла Хови · Мира Ялосуо · Мишель Карвинен · Роса Линдстедт · Петра Ниеминен · Танья Нисканен · Эмма Нуутинен · Иса Рахунен · Меери Ряйсянен · Аннина Раяхухта · Ноора Рятю · Сайла Саари · Сара Сяккинен · Ронья Саволайнен · Эвелиина Суонпяя · Сусанна Тапани · Ноора Тулус · Миннамари Туоминен · Рийкка Вялиля · Линда Вялимяки · Элла Вийтасуо |

## Квалификация
| Турнир | Дата                            | Место проведения            | Мест | Команды                            |
| --- | ------------------------------- | --------------------------- | ---- | ---------------------------------- |
| Страна-хозяйка | -                               | -                           | 1    | Корея                              |
| Мировой рейтинг ИИХФ 2016 Включает в себя следующие события: Чемпионат мира 2013 Зимние Олимпийские игры 2014 Чемпионат мира 2015 Чемпионат мира 2016 | 7 декабря 2012 — 10 апреля 2016 | Оттава Сочи Мальмё Камлупс^ | 5    | США Канада Финляндия Россия Швеция |
| Финальный квалификационный турнир 1 | 9 — 12 февраля 2017             | Ароза                       | 1    | Швейцария                          |
| Финальный квалификационный турнир 2 | 9 — 12 февраля 2017             | Томакомай                   | 1    | Япония                             |
| Всего |                                 |                             | 8    |                                    |

^ — Результаты последнего чемпионата мира, который прошёл в Канаде, имеют наибольший вес в рейтинге.

## Предварительный раунд
8 команд распределены на 2 группы по 4 команды, в зависимости от рейтинга.
|  | Команды, выходящие в полуфинал               |
|  | Команды, выходящие в четвертьфинал           |
|  | Команды, выбывающие в полуфинал за 5-8 места |

### Группа А
| М | Сборная                          | И | В | ВО | ПО | П | ШЗ | ШП | РШ  | О |
| - | -------------------------------- | - | - | -- | -- | - | -- | -- | --- | - |
| 1 | Канада                           | 3 | 3 | 0  | 0  | 0 | 11 | 2  | +9  | 9 |
| 2 | США                              | 3 | 2 | 0  | 0  | 1 | 9  | 3  | +6  | 6 |
| 3 | Финляндия                        | 3 | 1 | 0  | 0  | 2 | 7  | 8  | −1  | 3 |
| 4 | Олимпийские спортсмены из России | 3 | 0 | 0  | 0  | 3 | 1  | 15 | −14 | 0 |

| 11 февраля 2018 16:40 | Финляндия | 1:3 (1:0, 0:2, 0:1) | США | Университет Квандон, Каннын Зрителей: 4032 |

| Отчёт                                         | Отчёт                                            | Отчёт | Отчёт                    | Отчёт                                                                                 |
| --------------------------------------------- | ------------------------------------------------ | --- | ------------------------ | ------------------------------------------------------------------------------------- |
|                                               |                                                  | |                          |                                                                                       |
|                                               | Ноора Рятю — 00:00-58:04 58:43-59:32 59:47-60:00 | Вратари | 00:00-60:00 — Мэдди Руни | Судьи: Николь Хертрих Айна Хове Линейные судьи: Шарлотта Жирар Фабр Вероника Юханссон |
|                                               | Голы:                                            | |                          | Судьи: Николь Хертрих Айна Хове Линейные судьи: Шарлотта Жирар Фабр Вероника Юханссон |
| Венла Хови — 19:54 (П. Ниеминен, Л. Вялимяки) | 1:0 1:1 1:2 1:3                                  | 28:58 — Моник Ламурё-Морандо 31:29 — Кендалл Койн (бол.) (Х. Найт, Б. Декер) 59:47 — Дани Камеранези (п.в.) (М. Келлер) |                          | Судьи: Николь Хертрих Айна Хове Линейные судьи: Шарлотта Жирар Фабр Вероника Юханссон |
|                                               |                                                  | |                          | Судьи: Николь Хертрих Айна Хове Линейные судьи: Шарлотта Жирар Фабр Вероника Юханссон |
|                                               |                                                  | |                          | Судьи: Николь Хертрих Айна Хове Линейные судьи: Шарлотта Жирар Фабр Вероника Юханссон |
|                                               |                                                  | |                          | Судьи: Николь Хертрих Айна Хове Линейные судьи: Шарлотта Жирар Фабр Вероника Юханссон |
| 8 мин                                         | Штраф                                            | 4 мин |                          | Судьи: Николь Хертрих Айна Хове Линейные судьи: Шарлотта Жирар Фабр Вероника Юханссон |
|                                               |                                                  | |                          |                                                                                       |
|                                               | 24                                               | Броски | 42                       |                                                                                       |

| 11 февраля 2018 21:10 | Канада | 5:0 (0:0, 3:0, 2:0) | Олимпийские спортсмены из России | Университет Квандон, Каннын Зрителей: 3912 |

| Отчёт | Отчёт                            | Отчёт   | Отчёт                                                             | Отчёт                                                                                 |
| --- | -------------------------------- | ------- | ----------------------------------------------------------------- | ------------------------------------------------------------------------------------- |
| |                                  |         |                                                                   |                                                                                       |
| | Анн-Рене Десбайенс — 00:00-60:00 | Вратари | 00:00-50:44 — Надежда Морозова 50:44-60:00 — Надежда Александрова | Судьи: Николета Келарова Катарина Тимглас Линейные судьи: Йенни Хайккинен Лиза Линнек |
| | Голы:                            |         |                                                                   | Судьи: Николета Келарова Катарина Тимглас Линейные судьи: Йенни Хайккинен Лиза Линнек |
| Ребекка Джонстон — 21:55 (Б. Дженнер, Д. Саульни) Хейли Ирвин (бол.) — 24:13 (Р. Джонстон) Мелоди Дауст — 35:58 (М. Агоста, М.-Ф. Пулен) Ребекка Джонстон (бол.) — 48:41 (Б. Лаккет, М.-Ф. Пулен) Мелоди Дауст — 50:44 (М.-Ф. Пулен) | 1:0 2:0 3:0 4:0 5:0              |         |                                                                   | Судьи: Николета Келарова Катарина Тимглас Линейные судьи: Йенни Хайккинен Лиза Линнек |
| |                                  |         |                                                                   | Судьи: Николета Келарова Катарина Тимглас Линейные судьи: Йенни Хайккинен Лиза Линнек |
| |                                  |         |                                                                   | Судьи: Николета Келарова Катарина Тимглас Линейные судьи: Йенни Хайккинен Лиза Линнек |
| |                                  |         |                                                                   | Судьи: Николета Келарова Катарина Тимглас Линейные судьи: Йенни Хайккинен Лиза Линнек |
| 4 мин | Штраф                            | 14 мин  |                                                                   | Судьи: Николета Келарова Катарина Тимглас Линейные судьи: Йенни Хайккинен Лиза Линнек |
| |                                  |         |                                                                   |                                                                                       |
| | 48                               | Броски  | 18                                                                |                                                                                       |

| 13 февраля 2018 16:40 | Канада | 4:1 (2:0, 2:0, 0:1) | Финляндия | Университет Квандон, Каннын Зрителей: 3879 |

| Отчёт | Отчёт                        | Отчёт                                          | Отчёт                                | Отчёт                                                                             |
| --- | ---------------------------- | ---------------------------------------------- | ------------------------------------ | --------------------------------------------------------------------------------- |
| |                              |                                                |                                      |                                                                                   |
| | Шэннон Сабадош — 00:00-60:00 | Вратари                                        | 00:00-56:12 — Ноора Рятю 59:53-60:00 | Судьи: Дина Аллен Мелисса Скола Линейные судьи: Вероника Юханссон Джессика Леклер |
| | Голы:                        |                                                |                                      | Судьи: Дина Аллен Мелисса Скола Линейные судьи: Вероника Юханссон Джессика Леклер |
| Меган Агоста — 00:35 (М. Дауст) Мари-Филип Пулен — 17:11 Мелоди Дауст — 28:19 (Л. Фортино, М. Агоста) Джиллиан Солньер — 38:26 (Р. Джонстон) | 1:0 2:0 3:0 4:0 4:1          | 47:17 — Рийкка Вялиля (С. Тапани, М. Карвинен) |                                      | Судьи: Дина Аллен Мелисса Скола Линейные судьи: Вероника Юханссон Джессика Леклер |
| |                              |                                                |                                      | Судьи: Дина Аллен Мелисса Скола Линейные судьи: Вероника Юханссон Джессика Леклер |
| |                              |                                                |                                      | Судьи: Дина Аллен Мелисса Скола Линейные судьи: Вероника Юханссон Джессика Леклер |
| |                              |                                                |                                      | Судьи: Дина Аллен Мелисса Скола Линейные судьи: Вероника Юханссон Джессика Леклер |
| 6 мин | Штраф                        | 10 мин                                         |                                      | Судьи: Дина Аллен Мелисса Скола Линейные судьи: Вероника Юханссон Джессика Леклер |
| |                              |                                                |                                      |                                                                                   |
| | 32                           | Броски                                         | 23                                   |                                                                                   |

| 13 февраля 2018 21:10 | США | 5:0 (1:0, 3:0, 1:0) | Олимпийские спортсмены из России | Университет Квандон, Каннын Зрителей: 3797 |

| Отчёт | Отчёт                       | Отчёт   | Отчёт                                                           | Отчёт                                                                                           |
| --- | --------------------------- | ------- | --------------------------------------------------------------- | ----------------------------------------------------------------------------------------------- |
| |                             |         |                                                                 |                                                                                                 |
| | Николь Хенсли — 00:00-60:00 | Вратари | 00:00-34:38 — Валерия Тараканова 34:38-60:00 — Надежда Морозова | Судьи: Габриэль Ариано-Лорти Габриэлла Гран Линейные судьи: Зузана Свободова Йоханна Тауриайнен |
| | Голы:                       |         |                                                                 | Судьи: Габриэль Ариано-Лорти Габриэлла Гран Линейные судьи: Зузана Свободова Йоханна Тауриайнен |
| Кейси Беллами — 08:02 (Ж. Ламурё-Дэвидсон, Ж. Марвин) Жоселин Ламурё-Дэвидсон — 31:46 (М. Ламурё-Морандо) Жоселин Ламурё-Дэвидсон — 31:52 Жизель Марвин — 34:38 (А. Пелки, М. Дагган) Ханна Брандт — 58:23 (Д. Камаранези, М. Келлер) | 1:0 2:0 3:0 4:0 5:0         |         |                                                                 | Судьи: Габриэль Ариано-Лорти Габриэлла Гран Линейные судьи: Зузана Свободова Йоханна Тауриайнен |
| |                             |         |                                                                 | Судьи: Габриэль Ариано-Лорти Габриэлла Гран Линейные судьи: Зузана Свободова Йоханна Тауриайнен |
| |                             |         |                                                                 | Судьи: Габриэль Ариано-Лорти Габриэлла Гран Линейные судьи: Зузана Свободова Йоханна Тауриайнен |
| |                             |         |                                                                 | Судьи: Габриэль Ариано-Лорти Габриэлла Гран Линейные судьи: Зузана Свободова Йоханна Тауриайнен |
| 2 мин | Штраф                       | 6 мин   |                                                                 | Судьи: Габриэль Ариано-Лорти Габриэлла Гран Линейные судьи: Зузана Свободова Йоханна Тауриайнен |
| |                             |         |                                                                 |                                                                                                 |
| | 50                          | Броски  | 13                                                              |                                                                                                 |

| 15 февраля 2018 12:10 | США | 1:2 (0:0, 0:2, 1:0) | Канада | Университет Квандон, Каннын Зрителей: 3885 |

| Отчёт                            | Отчёт                    | Отчёт                                                                            | Отчёт                         | Отчёт                                                                               |
| -------------------------------- | ------------------------ | -------------------------------------------------------------------------------- | ----------------------------- | ----------------------------------------------------------------------------------- |
|                                  |                          |                                                                                  |                               |                                                                                     |
|                                  | Мэдди Руни — 00:00-58:56 | Вратари                                                                          | 00:00-60:00 — Женевьев Лакасс | Судьи: Айна Хове Катарина Тимглас Линейные судьи: Йенни Хейккинен Вероника Юханссон |
|                                  | Голы:                    |                                                                                  |                               | Судьи: Айна Хове Катарина Тимглас Линейные судьи: Йенни Хейккинен Вероника Юханссон |
| Кенделл Койн — 40:23 (Б. Деккер) | 0:1 0:2 1:2              | 27:18 — Меган Агоста (бол.) (Н. Спунер, Б. Дженнер) 34:56 — Сара Нёрс (Ж. Ларок) |                               | Судьи: Айна Хове Катарина Тимглас Линейные судьи: Йенни Хейккинен Вероника Юханссон |
|                                  |                          |                                                                                  |                               | Судьи: Айна Хове Катарина Тимглас Линейные судьи: Йенни Хейккинен Вероника Юханссон |
|                                  |                          |                                                                                  |                               | Судьи: Айна Хове Катарина Тимглас Линейные судьи: Йенни Хейккинен Вероника Юханссон |
|                                  |                          |                                                                                  |                               | Судьи: Айна Хове Катарина Тимглас Линейные судьи: Йенни Хейккинен Вероника Юханссон |
| 12 мин                           | Штраф                    | 8 мин                                                                            |                               | Судьи: Айна Хове Катарина Тимглас Линейные судьи: Йенни Хейккинен Вероника Юханссон |
|                                  |                          |                                                                                  |                               |                                                                                     |
|                                  | 45                       | Броски                                                                           | 23                            |                                                                                     |

| 15 февраля 2018 16:40 | Олимпийские спортсмены из России | 1:5 (0:1, 0:2, 1:2) | Финляндия | Университет Квандон, Каннын Зрителей: 3353 |

| Отчёт                             | Отчёт                          | Отчёт | Отчёт                    | Отчёт                                                                       |
| --------------------------------- | ------------------------------ | --- | ------------------------ | --------------------------------------------------------------------------- |
|                                   |                                | |                          |                                                                             |
|                                   | Надежда Морозова — 00:00-60:00 | Вратари | 00:00-60:00 — Ноора Рятю | Судьи: Николь Хертрих Мелисса Скола Линейные судьи: Лиза Линник Жюстин Тодд |
|                                   | Голы:                          | |                          | Судьи: Николь Хертрих Мелисса Скола Линейные судьи: Лиза Линник Жюстин Тодд |
| Анна Шохина — 44:50 (Л. Белякова) | 0:1 0:2 0:3 1:3 1:4 1:5        | 17:47 — Мишель Карвинен (бол.) (Й. Хийрикоски) 20:20 — Мишель Карвинен (бол.) (Э. Нуутинен, Р. Вялиля) 39:08 — Рийкка Вялиля 52:49 — Миннамари Туоминен (бол.) (Й. Хийрикоски, П. Ниеминен) 55:33 — Петра Ниеминен |                          | Судьи: Николь Хертрих Мелисса Скола Линейные судьи: Лиза Линник Жюстин Тодд |
|                                   |                                | |                          | Судьи: Николь Хертрих Мелисса Скола Линейные судьи: Лиза Линник Жюстин Тодд |
|                                   |                                | |                          | Судьи: Николь Хертрих Мелисса Скола Линейные судьи: Лиза Линник Жюстин Тодд |
|                                   |                                | |                          | Судьи: Николь Хертрих Мелисса Скола Линейные судьи: Лиза Линник Жюстин Тодд |
| 8 мин                             | Штраф                          | 2 мин |                          | Судьи: Николь Хертрих Мелисса Скола Линейные судьи: Лиза Линник Жюстин Тодд |
|                                   |                                | |                          |                                                                             |
|                                   | 25                             | Броски | 37                       |                                                                             |

### Группа В
| М | Сборная   | И | В | ВО | ПО | П | ШЗ | ШП | РШ  | О |
| - | --------- | - | - | -- | -- | - | -- | -- | --- | - |
| 1 | Швейцария | 3 | 3 | 0  | 0  | 0 | 13 | 2  | +11 | 9 |
| 2 | Швеция    | 3 | 2 | 0  | 0  | 1 | 11 | 3  | +8  | 6 |
| 3 | Япония    | 3 | 1 | 0  | 0  | 2 | 6  | 6  | 0   | 3 |
| 4 | Корея     | 3 | 0 | 0  | 0  | 3 | 1  | 20 | −19 | 0 |

Время местное (UTC+9).
| 10 февраля 2018 16:40 | Япония | 1:2 (0:1, 1:0, 0:1) | Швеция | Университет Квандон, Каннын Зрителей: 3762 |

| Отчёт                       | Отчёт                        | Отчёт                                                                          | Отчёт                   | Отчёт                                                                        |
| --------------------------- | ---------------------------- | ------------------------------------------------------------------------------ | ----------------------- | ---------------------------------------------------------------------------- |
|                             |                              |                                                                                |                         |                                                                              |
|                             | Нана Фудзимото — 00:00-59:12 | Вратари                                                                        | 00:00-60:00 — Сара Гран | Судьи: Кэти Гуэй Мелисса Школа Линейные судьи: Наташа Пагон Зузана Свободова |
|                             | Голы:                        |                                                                                |                         | Судьи: Кэти Гуэй Мелисса Школа Линейные судьи: Наташа Пагон Зузана Свободова |
| Руи Укита — 36:52 (Х. Кубо) | 0:1 :1 1:2                   | 02:21 — Фанни Раск (С. Кюллер, О. Карлссон) 41:53 — Сара Хьялмарссон (Э. Грам) |                         | Судьи: Кэти Гуэй Мелисса Школа Линейные судьи: Наташа Пагон Зузана Свободова |
|                             |                              |                                                                                |                         | Судьи: Кэти Гуэй Мелисса Школа Линейные судьи: Наташа Пагон Зузана Свободова |
|                             |                              |                                                                                |                         | Судьи: Кэти Гуэй Мелисса Школа Линейные судьи: Наташа Пагон Зузана Свободова |
|                             |                              |                                                                                |                         | Судьи: Кэти Гуэй Мелисса Школа Линейные судьи: Наташа Пагон Зузана Свободова |
| 2 мин                       | Штраф                        | 8 мин                                                                          |                         | Судьи: Кэти Гуэй Мелисса Школа Линейные судьи: Наташа Пагон Зузана Свободова |
|                             |                              |                                                                                |                         |                                                                              |
|                             | 31                           | Броски                                                                         | 26                      |                                                                              |

| 10 февраля 2018 21:10 | Швейцария | 8:0 (3:0, 3:0, 2:0) | Корея | Университет Квандон, Каннын Зрителей: 3606 |

| Отчёт | Отчёт                           | Отчёт   | Отчёт                     | Отчёт                                                                                |
| --- | ------------------------------- | ------- | ------------------------- | ------------------------------------------------------------------------------------ |
| |                                 |         |                           |                                                                                      |
| | Флоренс Шеллинг — 00:00-60:00   | Вратари | 00:00-60:00 — Син Со Чжун | Судьи: Дина Аллен Габриэль Ариано Лорти Линейные судьи: Джессика Леклерк Жюстин Тодд |
| | Голы:                           |         |                           | Судьи: Дина Аллен Габриэль Ариано Лорти Линейные судьи: Джессика Леклерк Жюстин Тодд |
| Алина Мюллер (мен.) — 10:23 (С. Бенц) Алина Мюллер — 11:24 (С. Бенц, Л. Штальдер) Алина Мюллер — 19:48 (С. Бенц, К. Майер) Алина Мюллер — 21:26 Фёбе Стенц — 22:21 (Э. Разелли, Л. Руди) Фёбе Стенц — 37:19 (Э. Разелли) Лара Штальдер (бол.) — 49:42 (К. Майер, А. Мюллер) Лара Штальдер — 51:48 (А. Мюллер, К. Майер) | 1:0 2:0 3:0 4:0 5:0 6:0 7:0 8:0 |         |                           | Судьи: Дина Аллен Габриэль Ариано Лорти Линейные судьи: Джессика Леклерк Жюстин Тодд |
| |                                 |         |                           | Судьи: Дина Аллен Габриэль Ариано Лорти Линейные судьи: Джессика Леклерк Жюстин Тодд |
| |                                 |         |                           | Судьи: Дина Аллен Габриэль Ариано Лорти Линейные судьи: Джессика Леклерк Жюстин Тодд |
| |                                 |         |                           | Судьи: Дина Аллен Габриэль Ариано Лорти Линейные судьи: Джессика Леклерк Жюстин Тодд |
| 12 мин | Штраф                           | 6 мин   |                           | Судьи: Дина Аллен Габриэль Ариано Лорти Линейные судьи: Джессика Леклерк Жюстин Тодд |
| |                                 |         |                           |                                                                                      |
| | 52                              | Броски  | 8                         |                                                                                      |

| 12 февраля 2018 16:40 | Швейцария | 3:1 (0:0, 2:0, 1:1) | Япония | Университет Квандон, Каннын Зрителей: 4033 |

| Отчёт | Отчёт                         | Отчёт                                 | Отчёт                        | Отчёт                                                                        |
| --- | ----------------------------- | ------------------------------------- | ---------------------------- | ---------------------------------------------------------------------------- |
| |                               |                                       |                              |                                                                              |
| | Флоренс Шеллинг — 00:00-60:00 | Вратари                               | 00:00-56:14 — Нана Фудзимото | Судьи: Габриэлла Бран Айна Хове Линейные судьи: Йенни Хайккинен Наташа Пагон |
| | Голы:                         |                                       |                              | Судьи: Габриэлла Бран Айна Хове Линейные судьи: Йенни Хайккинен Наташа Пагон |
| Сара Бенц (бол.) — 30:19 (Д. Рюегг, Л. Бенц) Сара Бенц (бол.) — 33:10 (К. Майер, Л. Штальдер) Алина Мюллер — 44:27 | 1:0 2:0 3:0 3:1               | 47:33 — Ханаэ Кубо (М. Хори, Х. Тока) |                              | Судьи: Габриэлла Бран Айна Хове Линейные судьи: Йенни Хайккинен Наташа Пагон |
| |                               |                                       |                              | Судьи: Габриэлла Бран Айна Хове Линейные судьи: Йенни Хайккинен Наташа Пагон |
| |                               |                                       |                              | Судьи: Габриэлла Бран Айна Хове Линейные судьи: Йенни Хайккинен Наташа Пагон |
| |                               |                                       |                              | Судьи: Габриэлла Бран Айна Хове Линейные судьи: Йенни Хайккинен Наташа Пагон |
| 10 мин | Штраф                         | 8 мин                                 |                              | Судьи: Габриэлла Бран Айна Хове Линейные судьи: Йенни Хайккинен Наташа Пагон |
| |                               |                                       |                              |                                                                              |
| | 18                            | Броски                                | 38                           |                                                                              |

| 12 февраля 2018 21:10 | Швеция | 8:0 (4:0, 1:0, 3:0) | Корея | Университет Квандон, Каннын Зрителей: 4244 |

| Отчёт | Отчёт                           | Отчёт   | Отчёт                     | Отчёт                                                                                        |
| --- | ------------------------------- | ------- | ------------------------- | -------------------------------------------------------------------------------------------- |
| |                                 |         |                           |                                                                                              |
| | Сара Гран — 00:00-60:00         | Вратари | 00:00-60:00 — Син Со Чжун | Судьи: Габриэль Ариано Лорти Драгомира Фиалова Линейные судьи: Йоханна Тауряйнен Жюстин Тодд |
| | Голы:                           |         |                           | Судьи: Габриэль Ариано Лорти Драгомира Фиалова Линейные судьи: Йоханна Тауряйнен Жюстин Тодд |
| Майя Нилен Перссон (бол.) — 04:00 (Э. Аласалми) Элин Лундберг — 09:47 (Ф. Раск, Э. Грам) Йоханна Фаллман — 10:17 (Ф. Раск, С. Кюллер) Эрика Уден Йоханссон — 17:04 (Л. Йоханссон) Пернилла Винберг — 24:08 (Э. Аласами, Э. Лундберг) Эмма Нордин — 41:09 (Э. Лундберг) Пернилла Винберг — 41:45 (Э. Грам, Э. Нордин) Ребекка Стенберг — 45:34 (П. Винберг) | 1:0 2:0 3:0 4:0 5:0 6:0 7:0 8:0 |         |                           | Судьи: Габриэль Ариано Лорти Драгомира Фиалова Линейные судьи: Йоханна Тауряйнен Жюстин Тодд |
| |                                 |         |                           | Судьи: Габриэль Ариано Лорти Драгомира Фиалова Линейные судьи: Йоханна Тауряйнен Жюстин Тодд |
| |                                 |         |                           | Судьи: Габриэль Ариано Лорти Драгомира Фиалова Линейные судьи: Йоханна Тауряйнен Жюстин Тодд |
| |                                 |         |                           | Судьи: Габриэль Ариано Лорти Драгомира Фиалова Линейные судьи: Йоханна Тауряйнен Жюстин Тодд |
| 8 мин | Штраф                           | 6 мин   |                           | Судьи: Габриэль Ариано Лорти Драгомира Фиалова Линейные судьи: Йоханна Тауряйнен Жюстин Тодд |
| |                                 |         |                           |                                                                                              |
| | 50                              | Броски  | 19                        |                                                                                              |

| 14 февраля 2018 12:10 | Швеция | 1:2 (0:0, 0:1, 1:1) | Швейцария | Университет Квандон, Каннын Зрителей: 3545 |

| Отчёт                                                        | Отчёт                   | Отчёт                                                                                               | Отчёт                         | Отчёт                                                                              |
| ------------------------------------------------------------ | ----------------------- | --------------------------------------------------------------------------------------------------- | ----------------------------- | ---------------------------------------------------------------------------------- |
|                                                              |                         | |                               |                                                                                    |
|                                                              | Сара Гран — 00:00-60:00 | Вратари                                                                                             | 00:00-60:00 — Флоренс Шеллинг | Судьи: Николета Целарова Кэти Гуэй Линейные судьи: Шарлотта Жирар Фабр Лиза Линнек |
|                                                              | Голы:                   | |                               | Судьи: Николета Целарова Кэти Гуэй Линейные судьи: Шарлотта Жирар Фабр Лиза Линнек |
| Анна Боргквист (бол.) — 47:35 (Х. Ульссон, М. Нилен Перссон) | 0:1 :1 1:2              | 33:51 — Алина Мюллер (бол.) (К. Майер, Л. Штальдер) 51:28 — Фёбе Стенц (бол.) (К. Майер, А. Мюллер) |                               | Судьи: Николета Целарова Кэти Гуэй Линейные судьи: Шарлотта Жирар Фабр Лиза Линнек |
|                                                              |                         | |                               | Судьи: Николета Целарова Кэти Гуэй Линейные судьи: Шарлотта Жирар Фабр Лиза Линнек |
|                                                              |                         | |                               | Судьи: Николета Целарова Кэти Гуэй Линейные судьи: Шарлотта Жирар Фабр Лиза Линнек |
|                                                              |                         | |                               | Судьи: Николета Целарова Кэти Гуэй Линейные судьи: Шарлотта Жирар Фабр Лиза Линнек |
| 12 мин                                                       | Штраф                   | 8 мин                                                                                               |                               | Судьи: Николета Целарова Кэти Гуэй Линейные судьи: Шарлотта Жирар Фабр Лиза Линнек |
|                                                              |                         | |                               |                                                                                    |
|                                                              | 34                      | Броски                                                                                              | 47                            |                                                                                    |

| 14 февраля 2018 16:40 | Корея | 1:4 (0:2, 1:0, 0:2) | Япония | Университет Квандон, Каннын Зрителей: 4110 |

| Отчёт                               | Отчёт                     | Отчёт | Отчёт                      | Отчёт                                                                                   |
| ----------------------------------- | ------------------------- | --- | -------------------------- | --------------------------------------------------------------------------------------- |
|                                     |                           | |                            |                                                                                         |
|                                     | Син Со Джон — 00:00-60:00 | Вратари | 00:00-60:00 — Аканэ Кониси | Судьи: Драгомира Фиалова Николь Хертич Линейные судьи: Джессика Леклер Зузана Свободова |
|                                     | Голы:                     | |                            | Судьи: Драгомира Фиалова Николь Хертич Линейные судьи: Джессика Леклер Зузана Свободова |
| Рэнди Гриффин — 29:31 (Пак Юн Джон) | 0:1 0:2 1:2 1:3 1:4       | 01:07 — Ханаэ Кубо (Х. Токо, Р. Укита) 03:58 — Сёко Оно (бол.) (С. Койкэ, Х. Ёнэяма) 51:42 — Сиори Койкэ (бол.) (А. Хосоямада, Х. Ёнэяма) 03:58 — Сёко Оно (п.в.) (С. Койкэ, Х. Ёнэяма) |                            | Судьи: Драгомира Фиалова Николь Хертич Линейные судьи: Джессика Леклер Зузана Свободова |
|                                     |                           | |                            | Судьи: Драгомира Фиалова Николь Хертич Линейные судьи: Джессика Леклер Зузана Свободова |
|                                     |                           | |                            | Судьи: Драгомира Фиалова Николь Хертич Линейные судьи: Джессика Леклер Зузана Свободова |
|                                     |                           | |                            | Судьи: Драгомира Фиалова Николь Хертич Линейные судьи: Джессика Леклер Зузана Свободова |
| 6 мин                               | Штраф                     | 4 мин |                            | Судьи: Драгомира Фиалова Николь Хертич Линейные судьи: Джессика Леклер Зузана Свободова |
|                                     |                           | |                            |                                                                                         |
|                                     | 13                        | Броски | 44                         |                                                                                         |

## Матчи за 5-8 места
|  | Матч за 5-8 места | Матч за 5-8 места | Матч за 5-8 места | Матч за 5-8 места | Матч за 5-8 места | Матч за 5-8 места | Матч за 5-8 места | Матч за 5-8 места | Матч за 5-8 места | Матч за 5-8 места |    |        | Матч за 5 место | Матч за 5 место | Матч за 5 место | Матч за 5 место | Матч за 5 место | Матч за 5 место | Матч за 5 место | Матч за 5 место | Матч за 5 место | Матч за 5 место |
|  |                   |                   |                   |                   |                   |                   |                   |                   |                   |                   |    |        |                 |                 |                 |                 |                 |                 |                 |                 |                 |                 |
|  | В2                | Швеция            | Швеция            | Швеция            | Швеция            | Швеция            | Швеция            | Швеция            | Швеция            | 1                 |    |        |                 |                 |                 |                 |                 |                 |                 |                 |                 |                 |
|  | В2                | Швеция            | Швеция            | Швеция            | Швеция            | Швеция            | Швеция            | Швеция            | Швеция            | 1                 |    |        |                 |                 |                 |                 |                 |                 |                 |                 |                 |                 |
|  | В3                | Япония            | Япония            | Япония            | Япония            | Япония            | Япония            | Япония            | Япония            | 2                 |    |        |                 |                 |                 |                 |                 |                 |                 |                 |                 |                 |
|  |                   |                   |                   |                   |                   |                   |                   |                   |                   |                   | В3 | Япония | Япония          | Япония          | Япония          | Япония          | Япония          | Япония          | Япония          | 0               |                 |                 |
|  |                   |                   |                   |                   |                   |                   |                   |                   |                   |                   | В3 | Япония | Япония          | Япония          | Япония          | Япония          | Япония          | Япония          | Япония          | 0               |                 |                 |
|  |                   |                   |                   |                   |                   |                   |                   |                   |                   |                   |    |        | В1              | Швейцария       | Швейцария       | Швейцария       | Швейцария       | Швейцария       | Швейцария       | Швейцария       | Швейцария       | 1               |
|  | В1                | Швейцария         | Швейцария         | Швейцария         | Швейцария         | Швейцария         | Швейцария         | Швейцария         | Швейцария         | 2                 |    |        | В1              | Швейцария       | Швейцария       | Швейцария       | Швейцария       | Швейцария       | Швейцария       | Швейцария       | Швейцария       | 1               |
|  | В1                | Швейцария         | Швейцария         | Швейцария         | Швейцария         | Швейцария         | Швейцария         | Швейцария         | Швейцария         | 2                 |    |        |                 |                 |                 |                 |                 |                 |                 |                 |                 |                 |
|  | B4                | Корея             | Корея             | Корея             | Корея             | Корея             | Корея             | Корея             | Корея             | 0                 |    |        |                 |                 |                 |                 |                 |                 |                 |                 |                 |                 |
|  | B4                | Корея             | Корея             | Корея             | Корея             | Корея             | Корея             | Корея             | Корея             | 0                 |    |        |                 |                 |                 |                 |                 |                 |                 |                 |                 |                 |
|  |                   |                   |                   |                   |                   |                   |                   |                   |                   |                   |    |        | Матч за 7 место |                 |                 |                 |                 |                 |                 |                 |                 |                 |
|  |                   |                   |                   |                   |                   |                   |                   |                   |                   |                   |    |        |                 |                 |                 |                 |                 |                 |                 |                 |                 |                 |
|  |                   |                   |                   |                   |                   |                   |                   |                   |                   |                   |    |        |                 |                 |                 |                 |                 |                 |                 |                 |                 |                 |
|  |                   |                   |                   |                   |                   |                   |                   |                   |                   |                   |    |        |                 |                 |                 |                 |                 |                 |                 |                 |                 |                 |
|  |                   |                   |                   |                   |                   |                   |                   |                   |                   |                   |    |        | В2              | Швеция          | Швеция          | Швеция          | Швеция          | Швеция          | Швеция          | Швеция          | Швеция          | 6               |
|  |                   |                   |                   |                   |                   |                   |                   |                   |                   |                   |    |        | В2              | Швеция          | Швеция          | Швеция          | Швеция          | Швеция          | Швеция          | Швеция          | Швеция          | 6               |
|  |                   |                   |                   |                   |                   |                   |                   |                   |                   |                   |    |        | B4              | Корея           | Корея           | Корея           | Корея           | Корея           | Корея           | Корея           | Корея           | 1               |
|  |                   |                   |                   |                   |                   |                   |                   |                   |                   |                   |    |        | B4              | Корея           | Корея           | Корея           | Корея           | Корея           | Корея           | Корея           | Корея           | 1               |

### Полуфиналы за 5-8 места
| 18 февраля 2018 12:10 | Швейцария | 2:0 (1:0, 1:0, 0:0) | Корея | Университет Квандон, Каннын Зрителей: 3811 |

| Отчёт                                                                                              | Отчёт                      | Отчёт   | Отчёт                     | Отчёт                                                                                           |
| -------------------------------------------------------------------------------------------------- | -------------------------- | ------- | ------------------------- | ----------------------------------------------------------------------------------------------- |
| |                            |         |                           |                                                                                                 |
| | Янина Альдер — 00:00-60:00 | Вратари | 00:00-60:00 — Син Со Джон | Судьи: Габриэль Ариано Лорти Катарина Тимглас Линейные судьи: Йенни Хейккинен Вероника Юханссон |
| | Голы:                      |         |                           | Судьи: Габриэль Ариано Лорти Катарина Тимглас Линейные судьи: Йенни Хейккинен Вероника Юханссон |
| Сабрина Цоллингер (бол.) — 16:35 (Н. Булло, Л. Бенц) Эвелина Разелли — 38:52 (Д. Рюгг, Л. Альтман) | 1:0 2:0                    |         |                           | Судьи: Габриэль Ариано Лорти Катарина Тимглас Линейные судьи: Йенни Хейккинен Вероника Юханссон |
| |                            |         |                           | Судьи: Габриэль Ариано Лорти Катарина Тимглас Линейные судьи: Йенни Хейккинен Вероника Юханссон |
| |                            |         |                           | Судьи: Габриэль Ариано Лорти Катарина Тимглас Линейные судьи: Йенни Хейккинен Вероника Юханссон |
| |                            |         |                           | Судьи: Габриэль Ариано Лорти Катарина Тимглас Линейные судьи: Йенни Хейккинен Вероника Юханссон |
| 2 мин                                                                                              | Штраф                      | 8 мин   |                           | Судьи: Габриэль Ариано Лорти Катарина Тимглас Линейные судьи: Йенни Хейккинен Вероника Юханссон |
| |                            |         |                           |                                                                                                 |
| | 53                         | Броски  | 19                        |                                                                                                 |

| 18 февраля 2018 16:40 | Швеция | 1:2 (OT) (0:0, 1:1, 0:0, 0:1) | Япония | Университет Квандон, Каннын Зрителей: 3554 |

| Отчёт                        | Отчёт                   | Отчёт                                                                | Отчёт                        | Отчёт                                                                   |
| ---------------------------- | ----------------------- | -------------------------------------------------------------------- | ---------------------------- | ----------------------------------------------------------------------- |
|                              |                         |                                                                      |                              |                                                                         |
|                              | Сара Гран — 00:00-63:16 | Вратари                                                              | 00:00-63:16 — Нана Фудзимото | Судьи: Дина Аллен Айна Хове Линейные судьи: Джессика Леклер Жюстин Тодд |
|                              | Голы:                   |                                                                      |                              | Судьи: Дина Аллен Айна Хове Линейные судьи: Джессика Леклер Жюстин Тодд |
| Лиза Юханссон (мен.) — 26:25 | 0:1 :1 1:2              | 21:43 — Сиори Койкэ (Х. Ёнэяма, С. Оно) 63:16 — Аяка Токо (Т. Осава) |                              | Судьи: Дина Аллен Айна Хове Линейные судьи: Джессика Леклер Жюстин Тодд |
|                              |                         |                                                                      |                              | Судьи: Дина Аллен Айна Хове Линейные судьи: Джессика Леклер Жюстин Тодд |
|                              |                         |                                                                      |                              | Судьи: Дина Аллен Айна Хове Линейные судьи: Джессика Леклер Жюстин Тодд |
|                              |                         |                                                                      |                              | Судьи: Дина Аллен Айна Хове Линейные судьи: Джессика Леклер Жюстин Тодд |
| 8 мин                        | Штраф                   | 8 мин                                                                |                              | Судьи: Дина Аллен Айна Хове Линейные судьи: Джессика Леклер Жюстин Тодд |
|                              |                         |                                                                      |                              |                                                                         |
|                              | 29                      | Броски                                                               | 37                           |                                                                         |

### Матч за 7-е место
| 20 февраля 2018 12:10 | Швеция | 6:1 (2:1, 1:0, 3:0) | Корея | Университет Квандон, Каннын Зрителей: 4125 |

| Отчёт | Отчёт                                                   | Отчёт                                  | Отчёт                                             | Отчёт                                                                           |
| --- | ------------------------------------------------------- | -------------------------------------- | ------------------------------------------------- | ------------------------------------------------------------------------------- |
| |                                                         |                                        |                                                   |                                                                                 |
| | Минацу Мурасэ — 00:00-31:11 Сара Берглинд — 31:11-60:00 | Вратари                                | 00:00-57:01 — Син Со Джон 57:01-60:00 — Хан До Хи | Судьи: Драгомира Фиалова Аина Хове Линейные судьи: Йенни Хейккинен Наташа Пагон |
| | Голы:                                                   |                                        |                                                   | Судьи: Драгомира Фиалова Аина Хове Линейные судьи: Йенни Хейккинен Наташа Пагон |
| Сабина Кюллер — 05:50 (Ф. Раск, Э. Уден Юханссон) Эмми Аласалми (бол.) — 19:37 (М. Нилен Перссон, А. Боргквист) Эрика Грам — 36:27 (Ф. Раск, Э. Нордин) Анни Сведин — 43:05 (Л. Юханссон, С. Хьялмарссон) Фанни Раск — 49:31 (М. Линд) Лиза Юханссон — 57:19 (А. Боргквист, С. Хьялмарссон) | 1:0 1:1 2:1 3:1 4:1 5:1 6:1                             | 06:21 — Хан Су Джин (бол.) (Пак Чон А) |                                                   | Судьи: Драгомира Фиалова Аина Хове Линейные судьи: Йенни Хейккинен Наташа Пагон |
| |                                                         |                                        |                                                   | Судьи: Драгомира Фиалова Аина Хове Линейные судьи: Йенни Хейккинен Наташа Пагон |
| |                                                         |                                        |                                                   | Судьи: Драгомира Фиалова Аина Хове Линейные судьи: Йенни Хейккинен Наташа Пагон |
| |                                                         |                                        |                                                   | Судьи: Драгомира Фиалова Аина Хове Линейные судьи: Йенни Хейккинен Наташа Пагон |
| 6 мин | Штраф                                                   | 4 мин                                  |                                                   | Судьи: Драгомира Фиалова Аина Хове Линейные судьи: Йенни Хейккинен Наташа Пагон |
| |                                                         |                                        |                                                   |                                                                                 |
| | 40                                                      | Броски                                 | 16                                                |                                                                                 |

### Матч за 5-е место
| 20 февраля 2018 16:40 | Швейцария | 1:0 (1:0, 0:0, 0:0) | Япония | Университет Квандон, Каннын Зрителей: 3958 |

| Отчёт                   | Отчёт                         | Отчёт   | Отчёт                        | Отчёт                                                                                       |
| ----------------------- | ----------------------------- | ------- | ---------------------------- | ------------------------------------------------------------------------------------------- |
|                         |                               |         |                              |                                                                                             |
|                         | Флоренс Шеллинг — 00:00-60:00 | Вратари | 00:00-57:48 — Нана Фудзимото | Судьи: Габриэлла Гран Катарина Тимглас Линейные судьи: Шарлотт Жирар Фабр Вероника Юханссон |
|                         | Голы:                         |         |                              | Судьи: Габриэлла Гран Катарина Тимглас Линейные судьи: Шарлотт Жирар Фабр Вероника Юханссон |
| Эвелина Разелли — 03:19 | 1:0                           |         |                              | Судьи: Габриэлла Гран Катарина Тимглас Линейные судьи: Шарлотт Жирар Фабр Вероника Юханссон |
|                         |                               |         |                              | Судьи: Габриэлла Гран Катарина Тимглас Линейные судьи: Шарлотт Жирар Фабр Вероника Юханссон |
|                         |                               |         |                              | Судьи: Габриэлла Гран Катарина Тимглас Линейные судьи: Шарлотт Жирар Фабр Вероника Юханссон |
|                         |                               |         |                              | Судьи: Габриэлла Гран Катарина Тимглас Линейные судьи: Шарлотт Жирар Фабр Вероника Юханссон |
| 6 мин                   | Штраф                         | 4 мин   |                              | Судьи: Габриэлла Гран Катарина Тимглас Линейные судьи: Шарлотт Жирар Фабр Вероника Юханссон |
|                         |                               |         |                              |                                                                                             |
|                         | 14                            | Броски  | 20                           |                                                                                             |

## Плей-офф
|  | Четвертьфинал | Четвертьфинал | Четвертьфинал |  |  | Полуфинал | Полуфинал | Полуфинал |  |  | Финал | Финал  | Финал |
|  |               |               |               |  |  |           |           |           |  |  |       |        |       |
|  |               |               |               |  |  | A1        | Канада    | 5         |  |  |       |        |       |
|  | A4            | ОСР           | 6             |  |  | A4        | ОСР       | 0         |  |  |       |        |       |
|  | B1            | Швейцария     | 2             |  |  |           |           |           |  |  | A1    | Канада | 2     |
|  |               |               |               |  |  |           |           |           |  |  | A2    | США    | 3     |
|  |               |               |               |  |  | A2        | США       | 5         |  |  |       |        |       |
|  | A3            | Финляндия     | 7             |  |  | А3        | Финляндия | 0         |  |  |       |        |       |
|  | B2            | Швеция        | 2             |  |  |           |           |           |  |  |       |        |       |

### Четвертьфиналы
| 17 февраля 2018 12:10 | Олимпийские спортсмены из России | 6:2 (1:0, 2:2, 3:0) | Швейцария | Университет Квандон, Каннын Зрителей: 3903 |

| Отчёт | Отчёт                          | Отчёт                                                                             | Отчёт                         | Отчёт                                                                                          |
| --- | ------------------------------ | --------------------------------------------------------------------------------- | ----------------------------- | ---------------------------------------------------------------------------------------------- |
| |                                |                                                                                   |                               |                                                                                                |
| | Надежда Морозова — 00:00-60:00 | Вратари                                                                           | 00:00-60:00 — Флоренс Шеллинг | Судьи: Николета Целарова Габриэлла Гран Линейные судьи: Шарлотта Жирар-Фабр Йоханна Тауриайнен |
| | Голы:                          |                                                                                   |                               | Судьи: Николета Целарова Габриэлла Гран Линейные судьи: Шарлотта Жирар-Фабр Йоханна Тауриайнен |
| Анна Шохина (мен.) – 07:22 Виктория Кулишова – 33:53 (Е. Смолина) Лиана Ганеева (бол.) – 38:53 (А. Шохина) Елена Дергачёва – 47:36 (А. Шохина) Анна Шохина (бол.) – 53:25 (Е. Дергачёва) Ольга Сосина (мен.), (п.в.) – 59:08 | 1:0 1:1 1:2 :2 3:2 4:2 5:2 6:2 | 20:48 – Алина Мюллер (К. Мейер) 31:47 – Лара Штальдер (бол.) (Ф. Стенц, К. Мейер) |                               | Судьи: Николета Целарова Габриэлла Гран Линейные судьи: Шарлотта Жирар-Фабр Йоханна Тауриайнен |
| |                                |                                                                                   |                               | Судьи: Николета Целарова Габриэлла Гран Линейные судьи: Шарлотта Жирар-Фабр Йоханна Тауриайнен |
| |                                |                                                                                   |                               | Судьи: Николета Целарова Габриэлла Гран Линейные судьи: Шарлотта Жирар-Фабр Йоханна Тауриайнен |
| |                                |                                                                                   |                               | Судьи: Николета Целарова Габриэлла Гран Линейные судьи: Шарлотта Жирар-Фабр Йоханна Тауриайнен |
| 12 мин | Штраф                          | 8 мин                                                                             |                               | Судьи: Николета Целарова Габриэлла Гран Линейные судьи: Шарлотта Жирар-Фабр Йоханна Тауриайнен |
| |                                |                                                                                   |                               |                                                                                                |
| | 21                             | Броски                                                                            | 19                            |                                                                                                |

| 17 февраля 2018 16:40 | Финляндия | 7:2 (3:0, 2:2, 2:0) | Швеция | Университет Квандон, Каннын Зрителей: 3803 |

| Отчёт | Отчёт                               | Отчёт                                                                                       | Отчёт                                               | Отчёт                                                                             |
| --- | ----------------------------------- | ------------------------------------------------------------------------------------------- | --------------------------------------------------- | --------------------------------------------------------------------------------- |
| |                                     |                                                                                             |                                                     |                                                                                   |
| | Ноора Рятю — 00:00-60:00            | Вратари                                                                                     | 00:00-20:00 — Сара Гран 20:00-60:00 — Сара Берглинд | Судьи: Драгомира Фиалова Кейти Гуэй Линейные судьи: Наташа Пагон Зузана Свободова |
| | Голы:                               |                                                                                             |                                                     | Судьи: Драгомира Фиалова Кейти Гуэй Линейные судьи: Наташа Пагон Зузана Свободова |
| Петра Ниеминен — 06:12 (В. Хови) Рийкка Вялиля — 11:32 (И. Рахунен) Сусанна Тапани (бол.) — 17:44 (Н. Тулус, Л. Вялимяки) Мишель Карвинен — 27:14 (М. Туоминен, Р. Саволайнен) Рийкка Вялиля — 29:29 (М. Карвинен, С. Тапани) Эмма Нуутинен — 44:35 (Н. Тулус, И. Рахунен) Санни Хакала — 57:47 (А. Раяхухта) | 1:0 2:0 3:0 4:0 4:1 5:1 5:2 6:2 7:2 | 28:53 — Эмма Нордин (Э. Грам, А. Сведин) 39:12 — Ребекка Стенберг (мен.) (М. Нилен Перссон) |                                                     | Судьи: Драгомира Фиалова Кейти Гуэй Линейные судьи: Наташа Пагон Зузана Свободова |
| |                                     |                                                                                             |                                                     | Судьи: Драгомира Фиалова Кейти Гуэй Линейные судьи: Наташа Пагон Зузана Свободова |
| |                                     |                                                                                             |                                                     | Судьи: Драгомира Фиалова Кейти Гуэй Линейные судьи: Наташа Пагон Зузана Свободова |
| |                                     |                                                                                             |                                                     | Судьи: Драгомира Фиалова Кейти Гуэй Линейные судьи: Наташа Пагон Зузана Свободова |
| 4 мин | Штраф                               | 12 мин                                                                                      |                                                     | Судьи: Драгомира Фиалова Кейти Гуэй Линейные судьи: Наташа Пагон Зузана Свободова |
| |                                     |                                                                                             |                                                     |                                                                                   |
| | 31                                  | Броски                                                                                      | 21                                                  |                                                                                   |

### Полуфиналы
| 19 февраля 2018 13:10 | США | 5:0 (2:0, 2:0, 1:0) | Финляндия | Хоккейный центр Каннын, Каннын Зрителей: 5173 |

| Отчёт | Отчёт                    | Отчёт   | Отчёт                    | Отчёт                                                                            |
| --- | ------------------------ | ------- | ------------------------ | -------------------------------------------------------------------------------- |
| |                          |         |                          |                                                                                  |
| | Мэдди Руни — 00:00-60:00 | Вратари | 00:00-60:00 — Ноора Рятю | Судьи: Николета Целарова Николь Хертрих Линейные судьи: Наташа Пагон Жюстин Тодд |
| | Голы:                    |         |                          | Судьи: Николета Целарова Николь Хертрих Линейные судьи: Наташа Пагон Жюстин Тодд |
| Жизель Марвин — 02:25 (М. Дагган, А. Пелки) Дани Камаранези — 18:38 Жоселин Ламурё-Дэвидсон (бол.) — 33:21 (К. Паннек, Д. Каморанези) Хилари Найт (бол.) — 33:55 (С. Морин, К. Койн) Дани Камаранези (бол.) — 40:45 (Х. Брандт, А. Кессел) | 1:0 2:0 3:0 4:0 5:0      |         |                          | Судьи: Николета Целарова Николь Хертрих Линейные судьи: Наташа Пагон Жюстин Тодд |
| |                          |         |                          | Судьи: Николета Целарова Николь Хертрих Линейные судьи: Наташа Пагон Жюстин Тодд |
| |                          |         |                          | Судьи: Николета Целарова Николь Хертрих Линейные судьи: Наташа Пагон Жюстин Тодд |
| |                          |         |                          | Судьи: Николета Целарова Николь Хертрих Линейные судьи: Наташа Пагон Жюстин Тодд |
| 6 мин | Штраф                    | 12 мин  |                          | Судьи: Николета Целарова Николь Хертрих Линейные судьи: Наташа Пагон Жюстин Тодд |
| |                          |         |                          |                                                                                  |
| | 38                       | Броски  | 14                       |                                                                                  |

| 19 февраля 2018 21:10 | Канада | 5:0 (1:0, 1:0, 3:0) | Олимпийские спортсмены из России | Хоккейный центр Каннын, Каннын Зрителей: 3396 |

| Отчёт | Отчёт                        | Отчёт   | Отчёт                                                               | Отчёт                                                                         |
| --- | ---------------------------- | ------- | ------------------------------------------------------------------- | ----------------------------------------------------------------------------- |
| |                              |         |                                                                     |                                                                               |
| | Шэннон Сабадош — 00:00-60:00 | Вратари | 00:00-42:30 — Валерия Тараканова 42:30-60:00 — Надежда Александрова | Судьи: Кэти Гуай Мелисса Школа Линейные судьи: Лиза Линнек Джоанна Тауриайнен |
| | Голы:                        |         |                                                                     | Судьи: Кэти Гуай Мелисса Школа Линейные судьи: Лиза Линнек Джоанна Тауриайнен |
| Дженнифер Уэйкфилд – 01:50 (Н. Спунер, Б. Тернбулл) Мари-Филип Пулен – 23:10 (М. Дауст) Дженнифер Уэйкфилд – 41:59 (Л. Фортино, Б. Тернбулл) Эмили Кларк – 42:30 (Л. Стейси, М. Миккелсон) Ребекка Джонстон (бол.) – 54:08 (М. Дауст, Х. Ирвин) | 1:0 2:0 3:0 4:0 5:0          |         |                                                                     | Судьи: Кэти Гуай Мелисса Школа Линейные судьи: Лиза Линнек Джоанна Тауриайнен |
| |                              |         |                                                                     | Судьи: Кэти Гуай Мелисса Школа Линейные судьи: Лиза Линнек Джоанна Тауриайнен |
| |                              |         |                                                                     | Судьи: Кэти Гуай Мелисса Школа Линейные судьи: Лиза Линнек Джоанна Тауриайнен |
| |                              |         |                                                                     | Судьи: Кэти Гуай Мелисса Школа Линейные судьи: Лиза Линнек Джоанна Тауриайнен |
| 4 мин | Штраф                        | 16 мин  |                                                                     | Судьи: Кэти Гуай Мелисса Школа Линейные судьи: Лиза Линнек Джоанна Тауриайнен |
| |                              |         |                                                                     |                                                                               |
| | 47                           | Броски  | 14                                                                  |                                                                               |

### Матч за 3-е место
| 21 февраля 2018 16:40 | Финляндия | 3:2 (1:0, 2:1, 0:1) | Олимпийские спортсмены из России | Университет Квандон, Каннын Зрителей: 3217 |

| Отчёт | Отчёт                    | Отчёт                                                                                        | Отчёт                         | Отчёт                                                                               |
| --- | ------------------------ | -------------------------------------------------------------------------------------------- | ----------------------------- | ----------------------------------------------------------------------------------- |
| |                          |                                                                                              |                               |                                                                                     |
| | Ноора Рятю — 00:00-60:00 | Вратари                                                                                      | 00:00-59:50 —Надежда Морозова | Судьи: Дина Аллен Габриэль Ариано-Лорти Линейные судьи: Джессика Леклер Жюстин Тодд |
| | Голы:                    |                                                                                              |                               | Судьи: Дина Аллен Габриэль Ариано-Лорти Линейные судьи: Джессика Леклер Жюстин Тодд |
| Петра Ниеминен (бол.) — 02:23 (М. Туоминен, С. Тапани) Сусанна Тапани — 20:10 (М. Карвинен) Линда Вялимяки — 32:18 (В. Хови) | 1:0 2:0 2:1 3:1 3:2      | 22:40 — Ольга Сосина (Л. Белякова) 46:03 — Людмила Белякова (бол.) (М. Баталова, А. Штарёва) |                               | Судьи: Дина Аллен Габриэль Ариано-Лорти Линейные судьи: Джессика Леклер Жюстин Тодд |
| |                          |                                                                                              |                               | Судьи: Дина Аллен Габриэль Ариано-Лорти Линейные судьи: Джессика Леклер Жюстин Тодд |
| |                          |                                                                                              |                               | Судьи: Дина Аллен Габриэль Ариано-Лорти Линейные судьи: Джессика Леклер Жюстин Тодд |
| |                          |                                                                                              |                               | Судьи: Дина Аллен Габриэль Ариано-Лорти Линейные судьи: Джессика Леклер Жюстин Тодд |
| 8 мин | Штраф                    | 35 мин                                                                                       |                               | Судьи: Дина Аллен Габриэль Ариано-Лорти Линейные судьи: Джессика Леклер Жюстин Тодд |
| |                          |                                                                                              |                               |                                                                                     |
| | 22                       | Броски                                                                                       | 22                            |                                                                                     |

### Финал
| 22 февраля 2018 12:10 | Канада | 2:3 (Б) (0:1, 2:0, 0:1: 0:0, 0:1) | США | Хоккейный центр Каннын, Каннын Зрителей: 4467 |

| Отчёт                                                                                | Отчёт                        | Отчёт | Отчёт                    | Отчёт                                                                                |
| ------------------------------------------------------------------------------------ | ---------------------------- | --- | ------------------------ | ------------------------------------------------------------------------------------ |
|                                                                                      |                              | |                          |                                                                                      |
|                                                                                      | Шэннон Сабадош — 00:00-80:00 | Вратари | 00:00-80:00 — Мэдди Руни | Судьи: Николь Хертрих Катарина Тимглас Линейные судьи: Лиза Линнек Юханна Тауриайнен |
|                                                                                      | Голы:                        | |                          | Судьи: Николь Хертрих Катарина Тимглас Линейные судьи: Лиза Линнек Юханна Тауриайнен |
| Хейли Ирвин — 22:00 (Б. Тёрнбулл) Мари-Филип Пулен — 26:55 (М. Агоста, М. Дауст)     | 0:1 :1 2:1 2:2 2:3           | 19:34 — Хилари Найт (бол.) (С. Морин, Б. Деккер) 53:39 — Моник Ламурё-Морандо (К. Паннек) 65:00 — Жоселин Ламурё-Дэвидсон (поб. бул.) |                          | Судьи: Николь Хертрих Катарина Тимглас Линейные судьи: Лиза Линнек Юханна Тауриайнен |
|                                                                                      | Буллиты:                     | |                          | Судьи: Николь Хертрих Катарина Тимглас Линейные судьи: Лиза Линнек Юханна Тауриайнен |
| Натали Спунер Меган Агоста Мари-Филип Пулен Мелоди Дауст Брианн Дженнер Меган Агоста |                              | Жизель Марвин Ханна Брандт Эмили Пфальцер Аманда Кессел Хилари Найт Жоселин Ламурё-Дэвидсон                                           |                          | Судьи: Николь Хертрих Катарина Тимглас Линейные судьи: Лиза Линнек Юханна Тауриайнен |
|                                                                                      |                              | |                          | Судьи: Николь Хертрих Катарина Тимглас Линейные судьи: Лиза Линнек Юханна Тауриайнен |
| 12 мин                                                                               | Штраф                        | 6 мин |                          | Судьи: Николь Хертрих Катарина Тимглас Линейные судьи: Лиза Линнек Юханна Тауриайнен |
|                                                                                      |                              | |                          |                                                                                      |
|                                                                                      | 31                           | Броски | 42                       |                                                                                      |

## Рейтинг и статистика

### Итоговое положение команд
| 1  | США                              |
| 2  | Канада                           |
| 3  | Финляндия                        |
| 4. | Олимпийские спортсмены из России |
| 5. | Швейцария                        |
| 6. | Япония                           |
| 7. | Швеция                           |
| 8. | Корея                            |

| Олимпийский чемпион 2018 |
| США Второй титул         |